# (8475) Vsevoivanov
(8475) Vsevoivanov (1985 PC2) – planetoida z grupy pasa głównego asteroid okrążająca Słońce w ciągu 5,4 lat w średniej odległości 3,08 au. Odkryta 13 sierpnia 1985 roku.